# Гарку (волость)
Га́рку (ест. Harku vald) — волость на півночі Естонії в повіті Гар'юмаа, з населенням 13 582 чоловік (станом на 01.01.2011).

## Галерея

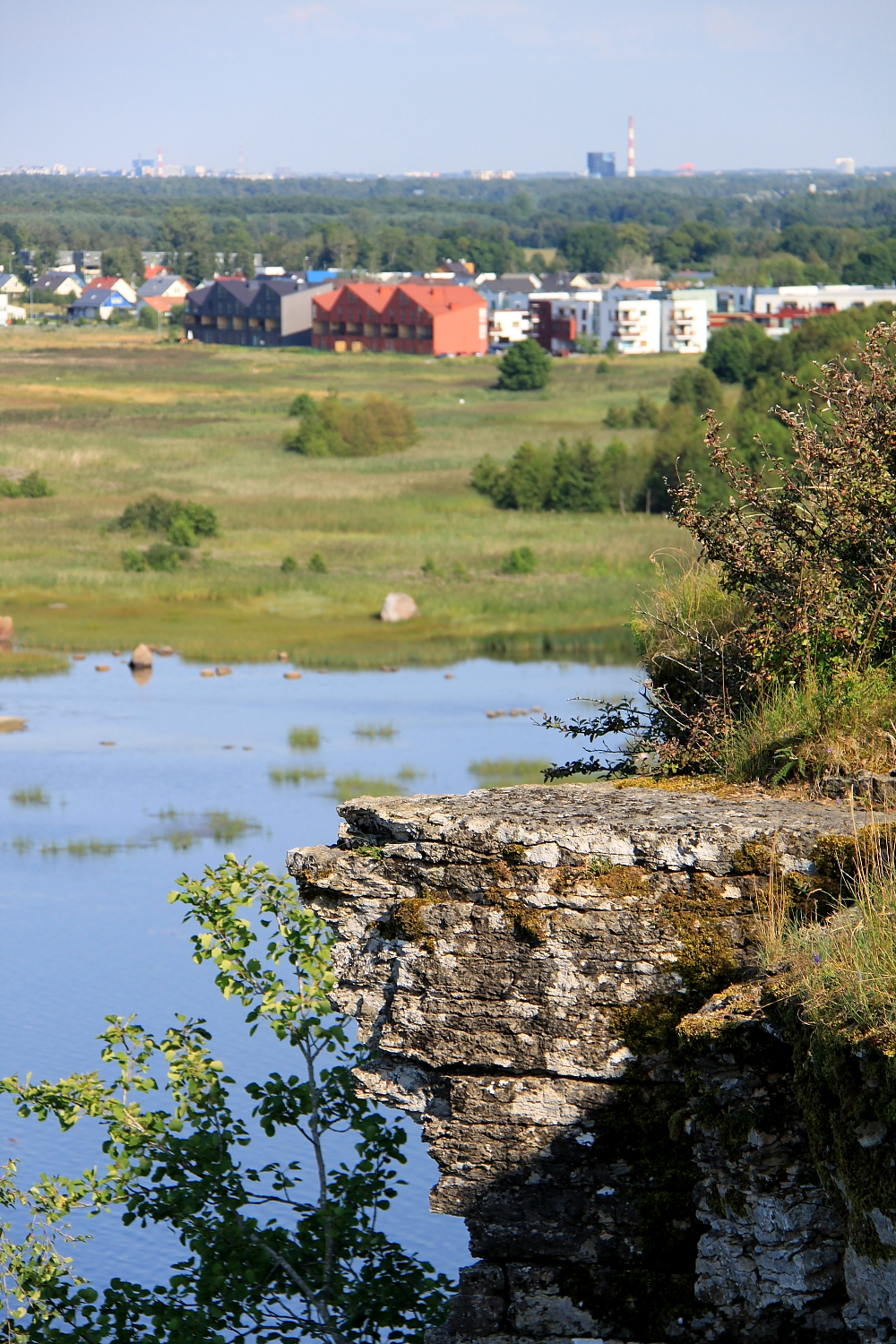
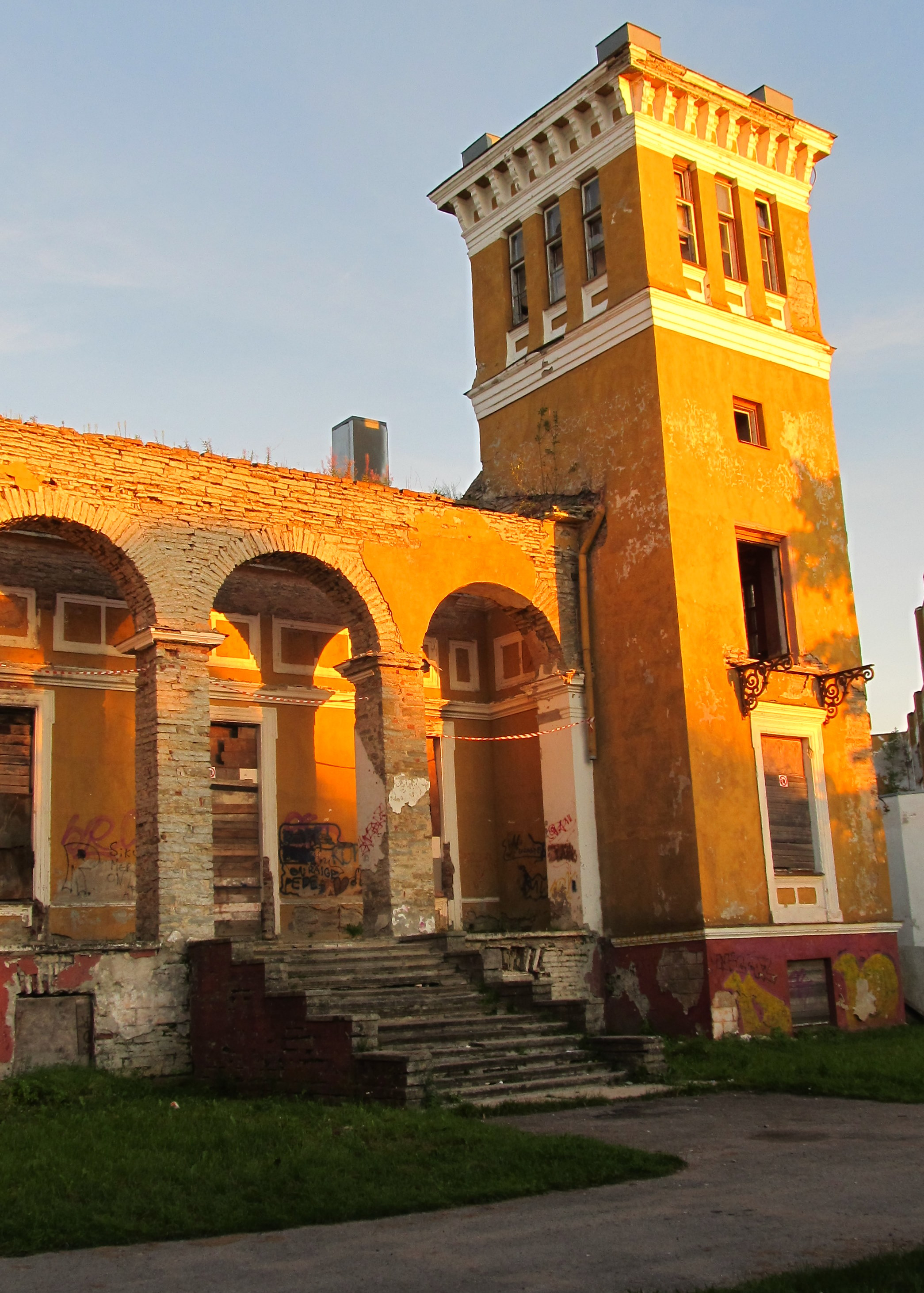
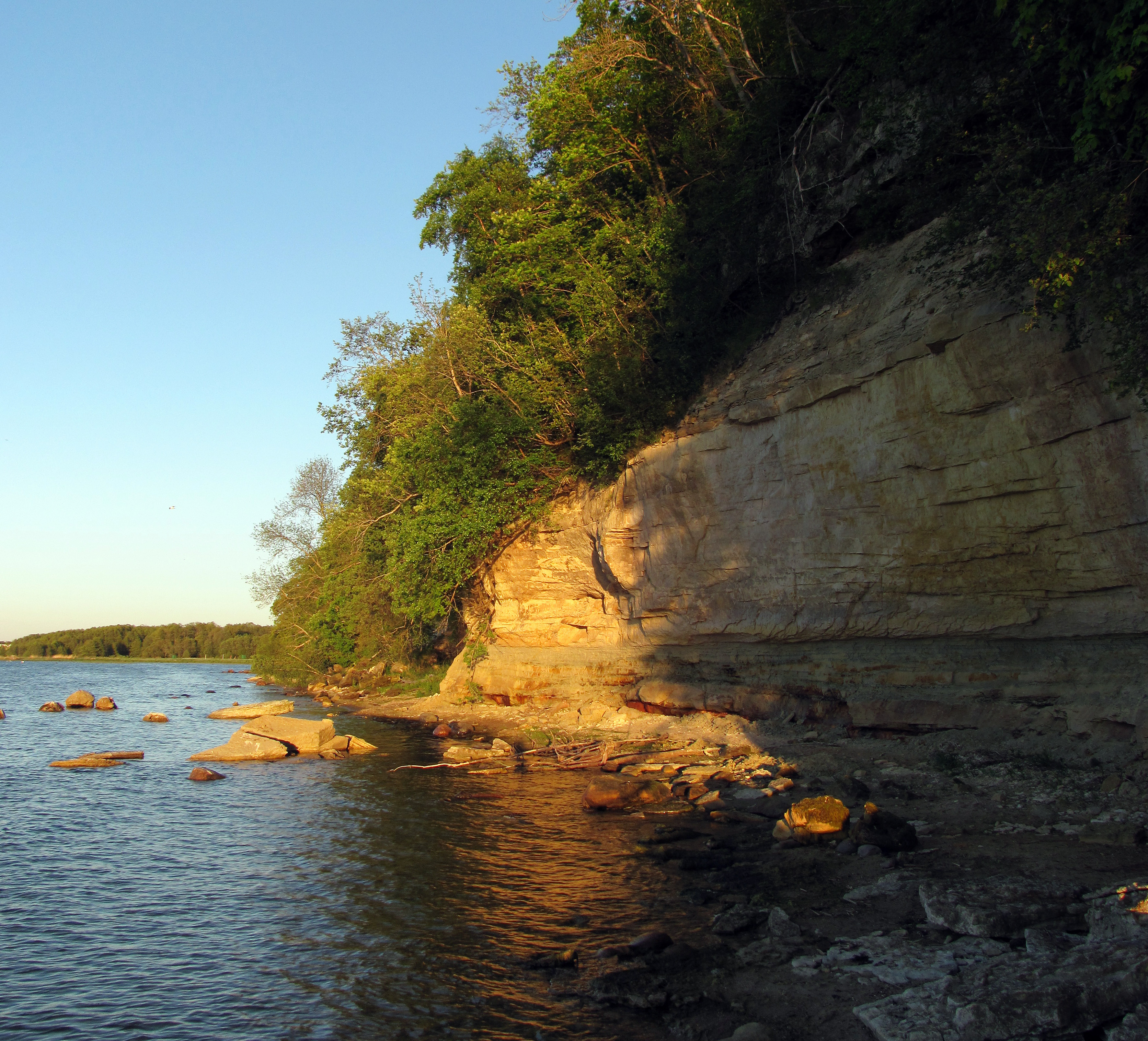
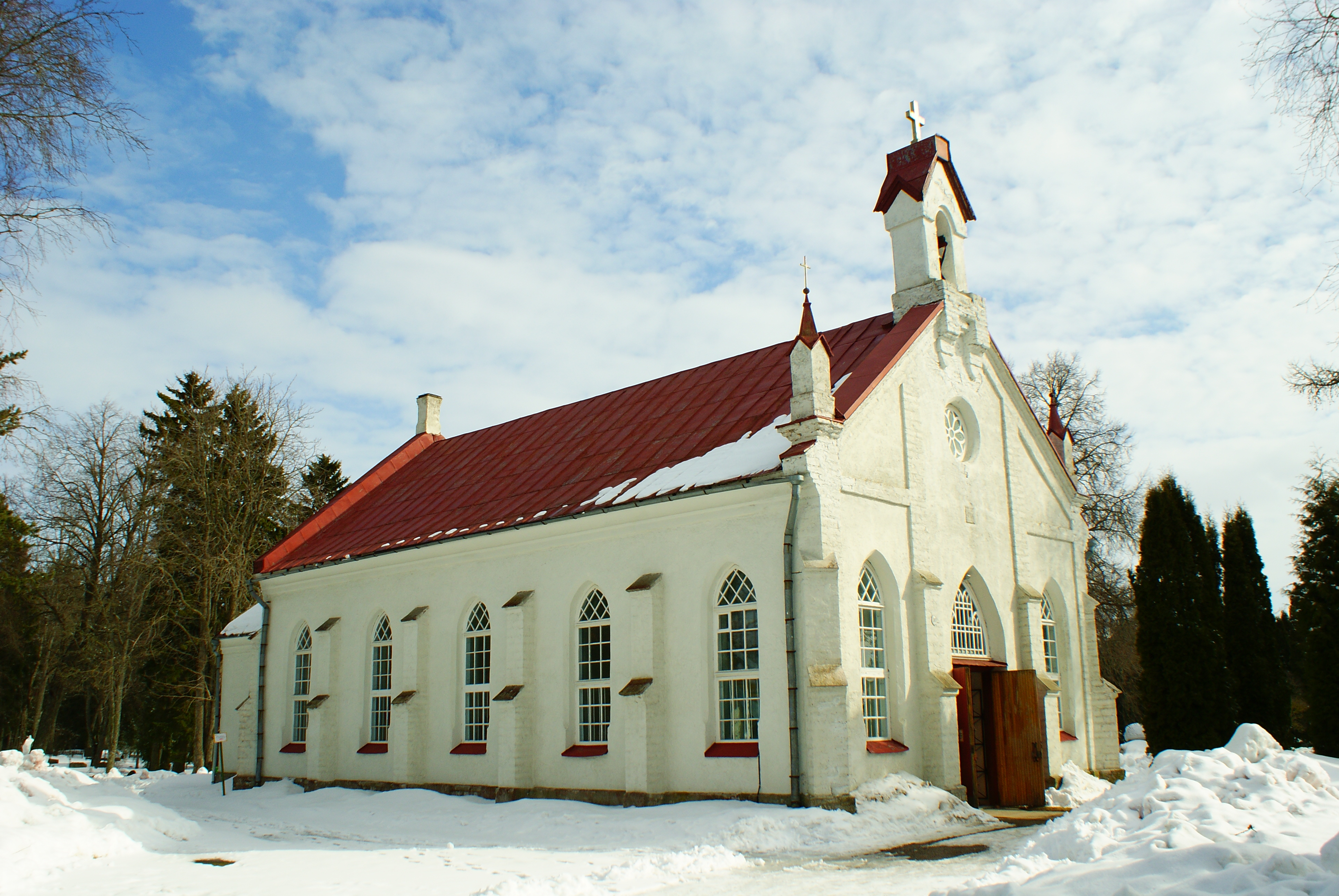
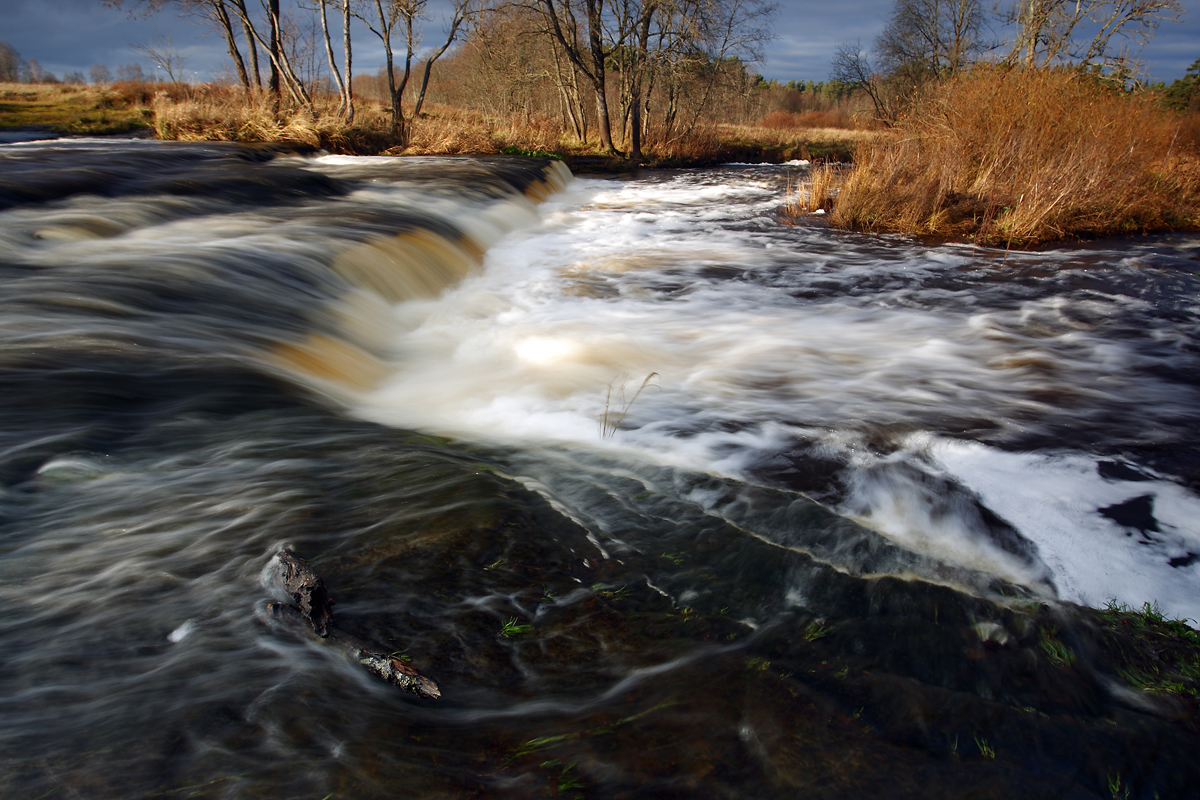
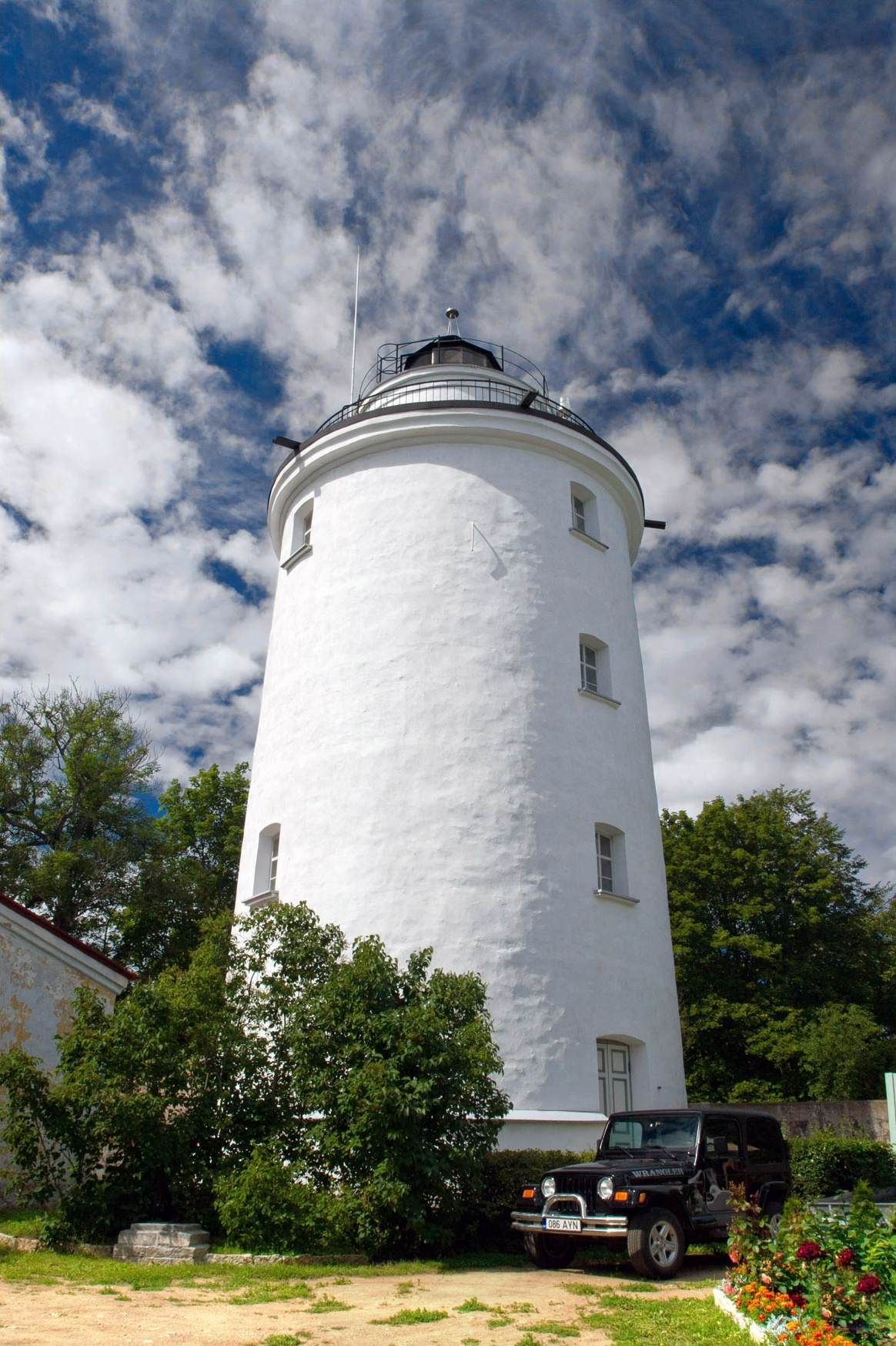

## Положення
Межує на північному заході з територією столиці країни — містом Таллінн. Адміністративний центр — селище Табасалу. У складі волості 2 селища: (Табасалу і Гарку) і 21 село: Адра, Вагі, Вайла, Віті, Вяена, Вяяна-Йиесуу, Гаркуярве, Гумала, Ілманду, Кумна, Кютке, Лаабі, Лійква, Мурасте, Нааге, Раннамийза, Сирве, Суурупі, Тіскре, Тутермаа, Тюрісалу.